# Temporada 1993-1994 del Liceu
El Liceu torna a cremar el 31 de gener de 1994. Immediatament, en una reunió extraordinària del Patronat s'acorda per unanimitat la reconstrucció del teatre en el mateix lloc, el projecte s'encarrega a l'arquitecte Ignasi de Solà-Morales. L'1 de febrer s'inicien
els treballs de sanejament i neteja de la runa (que finalitzen el 30 d'abril) i el 3 de març comença el procés expropiatori de les finques dels carrers Sant Pau i Unió, segons el pla especial aprovat per l'Ajuntament el 1992, i que permetrà guanyar un apreciable espai, passant de tenir 12.000 a 35.000 m².
| Temporada 1993-1994 del Liceu |                   |                  |                                          | |                       |                                              |
| Òpera                         | Compositor        | Director musical | Director d'escena                        | Papers principals | Producció             | Dates                                        |
| Der fliegende Holländer       | Richard Wagner    | Uwe Mund         | Wiloly Decker                            | Oddborn Tennfjord, Lisbeth Balslev, Michael Pabst, Anny Schlemm, Franz Grundherber | Oper der Stadt Köln   | 2, 5, 7, 8, 11, 13, 15 i 17 d'octubre        |
| Fedora                        | Umberto Giordano  | Stefano Ranzani  | Giuseppe de Tomasi                       | Mirella Freni, Josep Carreras, Gloria Fabuel, Itxaro Mentxaka, Enric Serra, Lluís Sintes, Josep Ruiz, Joan Tomàs, Manuel Garrido                                                                               | Gran Teatre del Liceu | 27 i 30 d'octubre; 3, 7, 10 i 13 de novembre |
| La fille du régiment          | Gaetano Donizetti | Richard Bonynge  | Giancarlo Del Monaco                     | Heather Begg, Edita Gruberová / Patrice Boyd (11 desembre), Maria Cinta Compta, Maurizio Picconi, Deon van der Walt / Fabrizio Menotta (11 desembre), Lluís Sintes, Jordi Torras, Vicenç Esteve, Francisco Vas |                       | : 4, 7, 10, 11, 13, 16, 19 desembre          |
| Mathis der Maler              | Paul Hindemith    | Uwe Mund         | Götz Friedrich                           | Jan Blinkhof, Albert Dohmen, Wolfgang Rauch, Kristinn Sigmundsson, Karan Armstrong |                       | 29 de gener                                  |
| Turandot                      | Giacomo Puccini   | Paolo Olmi       | En versió de concert al Palau Sant Jordi | Éva Marton, Alfredo Heilbron, Stefano Palatchi, Giuseppe Giacomini, Verónica Villarroel, Wolfgang Rauch, Antoni Comas, Josep Ruiz, Fernando Belaza, Ignacio Giner                                              |                       | 4 març                                       |
| Reigen                        | Philippe Boesmans |                  |                                          | F. Pollet, E. Ardam, D. Raymond, D. Duesing |                       | 27 de maig                                   |
| Lucia di Lammermoor           | Gaetano Donizetti | Richard Bonynge  | Versió de concert al Palau Sant Jordi    | Edita Gruberová, Alfredo Kraus, Joan Pons, Stefano Palatchi |                       |                                              |